# 7 Pułk Artylerii Przeciwlotniczej Lekkiej
7 Pułk Artylerii Przeciwlotniczej Lekkiej (7 paplot) – oddział artylerii przeciwlotniczej Polskich Sił Zbrojnych na Zachodzie.

## Formowanie i zmiany organizacyjne
Formowanie pułku rozpoczęto 10 listopada 1942 jako jednostki Armii Polskiej na Wschodzie. Pod względem wyszkolenia pułk podporządkowany został dowódcy 2 Grupy Artylerii. Po utworzeniu II Korpusu Polskiego włączony został w jego skład. 

## Działania bojowe
Użyty bojowo w kampanii włoskiej 1944-1945. W czerwcu 1944, po bitwie o Monte Cassino, w celu pokrycia strat bojowych w jednostkach II Korpusu, w każdym dywizjonie rozformowano trzecie baterie.

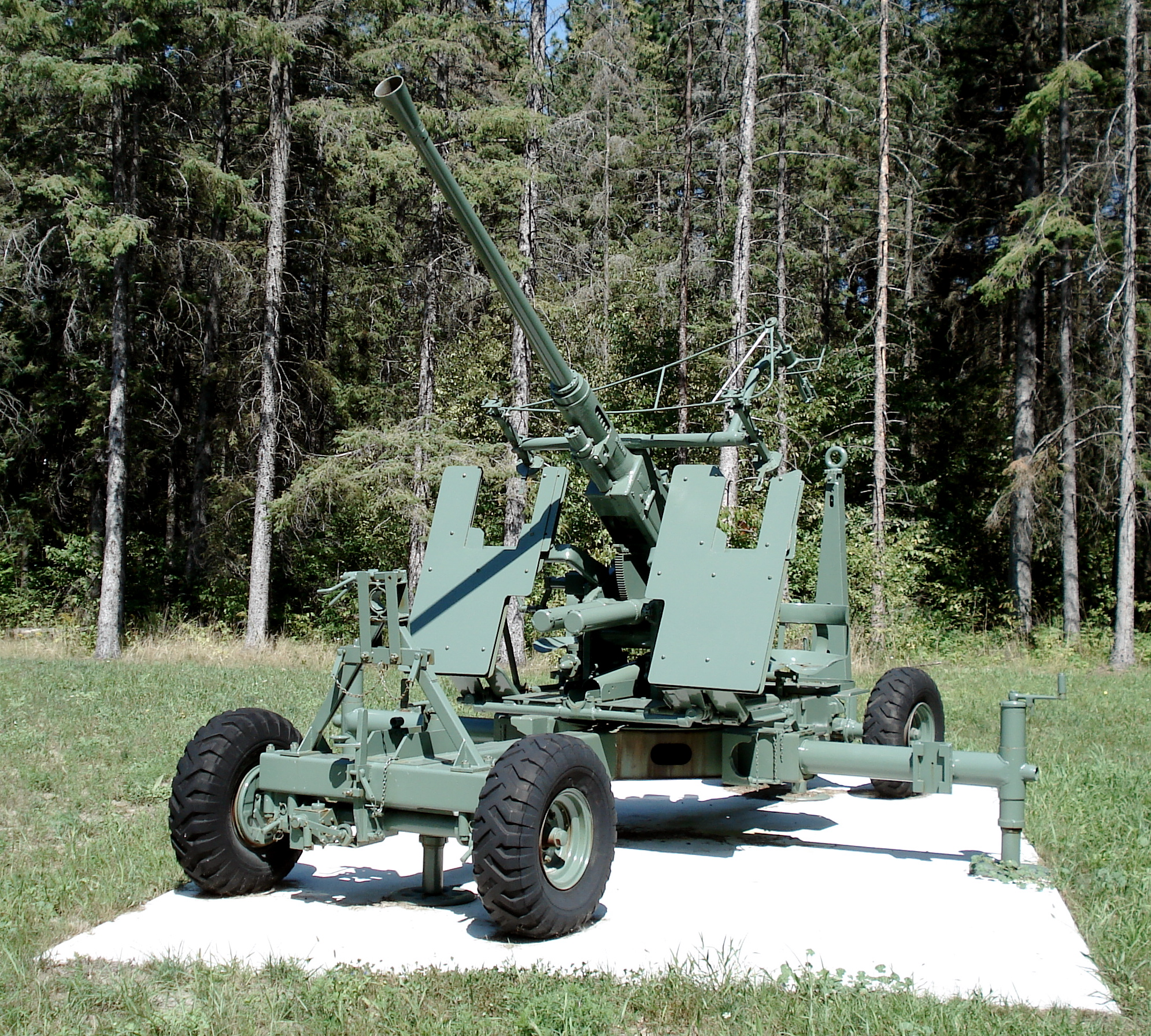
Bofors – 54 takie działa posiadał pułk

## Struktura organizacyjna i obsada personalna
Dowództwo:
- Dowódcy: 
  - ppłk Tadeusz Kruszyński[1]
  - ppłk Bronisław Sylwester Górski[2]
- Zastępca dowódcy:
  - kpt./mjr Tadeusz Dobrzański[2][1]

Dowódca I dywizjonu:
- kpt. Jan Działak[2][1]

Dowódcy II dywizjonu:
- kpt. Aleksander Jarzęcki
- mjr Kazimierz Laskowski[2][1]

Dowódcy III dywizjonu:
- kpt. Tadeusz Dunicz[1]
- mjr Czesław Gierałtowski[2]

Każdy dywizjon posiadał trzy baterie po sześć 40 mm armat przeciwlotniczych Boforsa.
Żołnierze pułku:
- pchor. Olgierd Terlecki[3]